# Lovetune for Vacuum
Lovetune for Vacuum est le premier album de Soap&Skin, paru en  in 2009 (Autriche #5, Allemagne #47).

## Pistes de l'album
1. " Sleep" (2:44)
2. "Cry Wolf" (3:48)
3. "Thanatos" (2:34)
4. "Extinguish Me" (2:38)
5. "Turbine Womb" (3:46)
6. "Cynthia" (2:57)
7. "Fall Foliage" (2:44)
8. "Spiracle" (2:50)
9. "Mr. Gaunt PT 1000" (2:27)
10. "Marche Funèbre" (2:59)
11. "The Sun" (3:14)
12. "DDMMYYYY" (3:38)
13. "Brother Of Sleep" (5:25)

## Critiques
- Clash (positive) link
- NME (8/10) link
- Pitchfork (7.3/10) link
- SoundsXP (positive) link
- Sputnikmusic  link
- State  link